# Delger
Delger (mongoliska: Дэлгэр Сум, Дэлгэр, Delger Sum) är ett distrikt i Mongoliet.   Det ligger i provinsen Gobi-Altaj, i den västra delen av landet, 700 km väster om huvudstaden Ulaanbaatar.